# Karen Armstrong

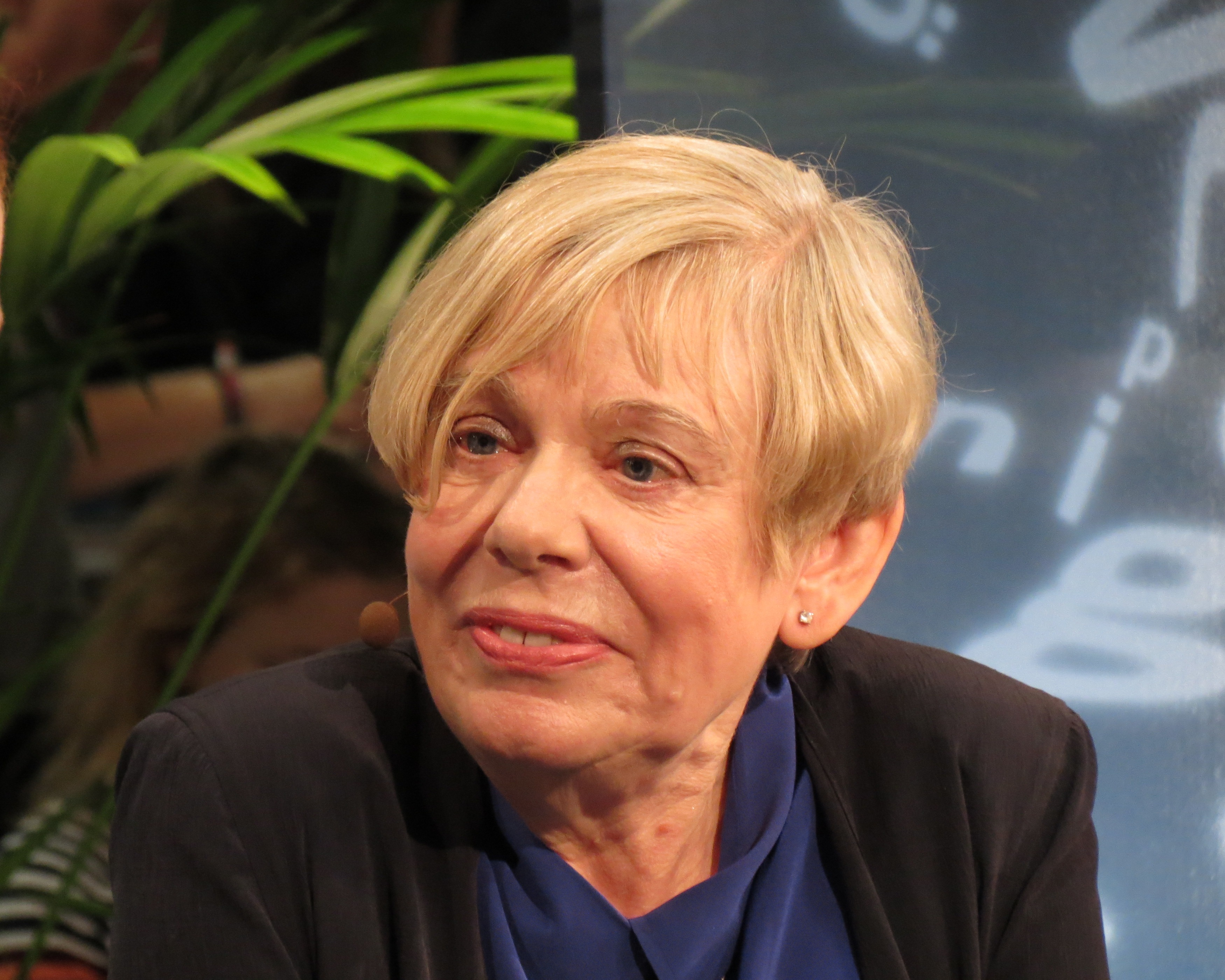
Karen Armstrong

Karen Armstrong (* 14. November 1944 in Wildmoor, Worcestershire, UK) ist eine britische Religionswissenschaftlerin.

## Leben
Karen Armstrong war als „Sister Martha“ von 1962 bis 1969 sieben Jahre lang katholische Ordensschwester, bevor sie ihren Orden verließ und an die Universität Oxford ging. Sie lehrte unter anderem am Rabbinerseminar Leo Baeck College.
Karen Armstrong zählt gegenwärtig zu den renommiertesten Religionswissenschaftlern und hat zahlreiche Bestseller zu religionsgeschichtlichen Themen verfasst, von denen einige in zahlreiche Sprachen übersetzt wurden.
1999 wurde sie mit dem Muslim Public Affairs Council Media Award ausgezeichnet. Im Jahr 2008 wurde sie in Middelburg mit dem Four Freedoms Award in der Kategorie Religionsfreiheit geehrt. 2009 erhielt sie den Dr.-Leopold-Lucas-Preis der Eberhard Karls Universität Tübingen. Für 2017 wurde Armstrong der Prinzessin-von-Asturien-Preis zugesprochen.

## Schriften
In deutscher Sprache erschienen
- Muhammad. Religionsstifter und Staatsmann. Diederichs Verlag, München 1993, ISBN 3-424-01176-2 (britisches Englisch: Muhammad: A Biography of the Prophet. Übersetzt von Hedda Pänke).
- Nah ist und schwer zu fassen der Gott. 3000 Jahre Glaubensgeschichte von Abraham bis Albert Einstein. Droemer Knaur, München 1993, ISBN 3-426-26693-8 (britisches Englisch: A History of God. Übersetzt von Doris Kornau, Titel der Neuauflage: Geschichte des Glaubens).
- Jerusalem – die Heilige Stadt. Bertelsmann Verlag, München 1996, ISBN 3-570-12261-1 (britisches Englisch: The History of Jerusalem. Übersetzt von Angelika Felenda).
- Kleine Geschichte des Islam. Berliner Taschenbuch-Verlag, Berlin 2001, ISBN 3-442-76087-9 (britisches Englisch: Islam: A Short Story. Übersetzt von Stephen Tree).
- Buddha. Claassen-Verlag, Berlin 2004, ISBN 3-546-00256-3 (britisches Englisch: Buddha. Übersetzt von Ulrich Enderwitz).
- Im Kampf für Gott. Fundamentalismus in Christentum, Judentum und Islam. Siedler Verlag, München 2004, ISBN 3-88680-769-X (britisches Englisch: The Battle for God. Übersetzt von Barbara Schaden).
- Eine kurze Geschichte des Mythos. Berlin-Verlag, Berlin 2005, ISBN 3-8270-0450-0 (britisches Englisch: A Short History of Myth. Übersetzt von Ulrike Bischoff).
- Die Achsenzeit. Vom Ursprung der Weltreligionen. Siedler Verlag, München 2006, ISBN 3-88680-856-4 (britisches Englisch: The Great Transformation. Übersetzt von Michael Bayer, Karin Schuler, Titel der Taschenbuchausgabe: Der große Umbruch).
- Karen Armstrong über die Bibel. Deutscher Taschenbuch Verlag, München 2008, ISBN 978-3-423-34489-0 (britisches Englisch: The Bible. A Biography. Übersetzt von Barbara Schaden).
- Plädoyer für Gott. Mohr Siebeck Verlag, Tübingen 2010, ISBN 978-3-16-150305-4 (britisches Englisch: The Case for God. Übersetzt von Shivaun Heath, Claudia Rothenberger).
- Die Geschichte von Gott. 4000 Jahre Judentum, Christentum und Islam. Pattloch, München 2012, ISBN 978-3-629-13005-1 (britisches Englisch: A History of God.).
- Im Namen Gottes: Religion und Gewalt. Pattloch, München 2014, ISBN 978-3-629-13039-6 (britisches Englisch: Fields of blood. Religion and the History of Violence.).

Weitere Veröffentlichungen
- Through the Narrow Gate. A Memoir of Spiritual Discovery. St. Martin’s Press, New York City 1981, ISBN 0-312-80383-4.
- The First Christian. Saint Paul’s Impact on Christianity. Pan Books, London 1983, ISBN 0-330-28161-5.
- Beginning the World. St. Martin’s Press, New York City 1983, ISBN 0-312-07181-7.
- Karen Armstrong (Hrsg.): Tongues of Fire. An Anthology of Religious and Poetic Experience. Viking Press, New York City 1985, ISBN 0-670-80878-4 (u. a. mit Texten von John Donne, Aischylos, Czesław Miłosz und Emily Dickinson).
- The Gospel According to Woman. Christianity’s Creation of the Sex War in the West. Elm Tree Books, London 1986, ISBN 0-241-11449-7.
- Holy War. The Crusades and Their Impact on Today’s World. Macmillan Publishers, London 1988, ISBN 0-333-44544-9.
- The End of Silence. Women and the Priesthood. Fourth Estate, New York City 1993, ISBN 1-85702-145-2.
- In the Beginning. A New Interpretation of Genesis. Alfred A. Knopf, New York City 1996, ISBN 0-679-45089-0.
- Faith After September 11th. Universität Maastricht Presse, Maastricht 2002, ISBN 90-807191-1-0.
- The Spiral Staircase. My Climb out of Darkness. Alfred A. Knopf, New York City 2004, ISBN 0-375-41318-9.
- Muhammad. A Prophet for Our Time. HarperCollins, New York City 2006, ISBN 0-06-059897-2.
- Twelve Steps to a Compassionate Life. Alfred A. Knopf, New York City 2010, ISBN 978-0-307-59559-1.
- A Letter to Pakistan. Oxford University Press Pakistan, Karatschi 2011, ISBN 978-0-19-906330-7.